# 野田山
野田山（のだやま）は、石川県金沢市の市街地からほど近い山である。
頂上近くに国土地理院の三等三角点（「野田山」と命名）があり、その標高は175.09mだが、山の最高点はここから南東方にあり、地形図の等高線から標高180mを越えると考えられる。
頂上付近にはリンゴ園があり、市街地に面した北側のなだらかな斜面には野田山墓地が広がる。麓には大乗寺がある。

## 野田山墓地
1587年（天正15年）前田利家が兄利久を葬ったのが始まり。その後、利家本人もここに葬られ前田家の墓所となり、さらに家臣、町人、百姓など身分、宗派に関わらない墓地となった。現在はおおむね前田家墓所、市営墓地、および石川県が陸軍から引き継いだ戦没者墓地の3つのエリアに分別される。

### 前田家墓所
加賀藩の藩主であった前田家の墓所である。江戸時代の大名家の墓所としては、会津藩のものに次ぐ規模を持つ。殉死者の墓もこのエリアに含まれる。
2009年2月12日、富山県高岡市の前田利長墓所と合わせて、「加賀藩主前田家墓所」の名称で国の史跡に指定された。

### 市営墓地
金沢市が管理する。明治時代に金沢を離れた人たちの先祖の墓が近年無縁墓となるケースが急増しており、調査が進められている。ここに葬られている人たちには
- 島田一良
- 銭屋五兵衛
- 室生犀星
- 鈴木大拙

などがいる。

### 戦没者墓苑
戊辰戦争から太平洋戦争の主に陸軍関係者の墓地であるが、日露戦争のロシア人捕虜たちも、このエリアに葬られている。1962年から石川県が管理している。

### 尹奉吉碑

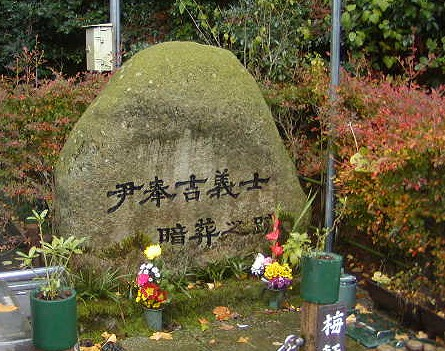
『尹奉吉義士暗葬之跡』の碑文が刻まれた石碑（石川県金沢市）

上海天長節爆弾事件を起こした朝鮮人独立運動家尹奉吉の慰霊塔尹奉吉義士殉国記念碑、慰霊碑尹奉吉義士暗葬之跡碑が、処刑後その死体が埋められていた陸軍墓地通路近辺に、在日韓国人によって設けられている。記念碑では在日本大韓民国民団によって追悼式が行われている 。

## 野田山三角点古墳
三角点が立つ微高地は「野田山三角点古墳」に指定されている。
直径42mの円墳で、北加賀では最大級の規模を持つが、周囲との比高は2～3mと、直径に比して低平な墳丘である。尾根側には幅8mの溝、斜面には幅1.5mのテラス状整形を施すことで周囲との境としている。
年代を確認する遺物資料を得ていないが、低平な墳丘から、定形化古墳が出現する以前の4世紀段階の所産と考えられている。